# Жечнюв (гміна)
Гміна Жечнюв (пол. Gmina Rzeczniów) — сільська гміна у центральній Польщі. Належить до Ліпського повіту Мазовецького воєводства.
Станом на 31 грудня 2011 у гміні проживало 4663 особи.

## Площа
Згідно з даними за 2007 рік площа гміни становила 103.69 км², у тому числі:
- орні землі: 80.00%
- ліси: 15.00%

Таким чином, площа гміни становить 13.87% площі повіту.

## Населення
Станом на 31 грудня 2011:
| Опис     | Загалом | Загалом | Чоловіки | Чоловіки | Жінки | Жінки |
| -------- | ------- | ------- | -------- | -------- | ----- | ----- |
| одиниця  | осіб    | %       | осіб     | %        | осіб  | %     |
| все      | 4663    | 100     | 2357     | 50.55    | 2306  | 49.45 |
| міське   | 0       | 100     | 0        |          | 0     |       |
| сільське | 4663    | 100     | 2357     | 50.55    | 2306  | 49.45 |

## Сусідні гміни
Гміна Жечнюв межує з такими гмінами: Броди, Ілжа, Сенно, Цепелюв.